# Lista de jogadores da MLB com mais strikeouts sofridos na carreira

Reggie Jackson, líder em strikeouts sofridos na carreira.

No beisebol, um strike ou strike out (denotado por K ou SO) ocorre quando o rebatedor recebe três strikes durante sua vez ao bastão. Normalmente significa que o rebatedor está fora. Um strikeout é uma estatística anotada tanto para arremessadores quando para os rebatedores, e é denotado pela letra K. Strikeouts são associados com dominância da parte do arremessador e/ou incompetência da parte do batedor; embora para rebatedores de potência seja reconhecido que o estilo de swing que gera home runs também é um tanto suscetível a sofrer strikeouts.
Reggie Jackson detém o recorde de mais strikeouts na carreira com 2597. Jim Thome (2548), Adam Dunn (2379), Sammy Sosa (2306), Alex Rodriguez (2273) e  Andres Galarraga (2003) são os únicos rebatedores a sofrerem mais de 200 strikeouts.

## Campo
| Posição           | Posição entre os líderes de strikeouts sofridos. Espaço em branco indica um empate. |
| Jogador (2016 Ks) | Número de strikeouts durante a temporada de 2016.                                   |
| K                 | Total de strikeouts na carreira                                                     |
| *                 | Denota eleito para o National Baseball Hall of Fame.                                |
| Negrito           | Denota jogador ativo.                                                               |

## Lista
- Estatística atualizadas até 21 de setembro de 2016.

| Posição | Jogador (2016 Ks)       | K    |
| ------- | ----------------------- | ---- |
| 1       | Reggie Jackson*         | 2597 |
| 2       | Jim Thome               | 2548 |
| 3       | Adam Dunn               | 2379 |
| 4       | Sammy Sosa              | 2306 |
| 5       | Alex Rodriguez          | 2287 |
| 6       | Andrés Galarraga        | 2003 |
| 7       | José Canseco            | 1942 |
| 8       | Willie Stargell *       | 1936 |
| 9       | Mike Cameron            | 1901 |
| 10      | Mike Schmidt *          | 1883 |
| 11      | Fred McGriff            | 1882 |
| 12      | Tony Pérez *            | 1867 |
| 13      | Ryan Howard (0)         | 1843 |
| 14      | Bobby Abreu             | 1840 |
|         | Derek Jeter             | 1840 |
| 16      | Dave Kingman            | 1816 |
| 17      | Manny Ramírez           | 1813 |
| 18      | Alfonso Soriano         | 1803 |
| 19      | Ken Griffey Jr. *       | 1779 |
| 20      | Bobby Bonds             | 1757 |
| 21      | Craig Biggio *          | 1753 |
| 22      | David Ortiz             | 1750 |
| 23      | Andruw Jones            | 1748 |
|         | Dale Murphy             | 1748 |
| 25      | Carlos Delgado          | 1745 |
| 26      | Torii Hunter            | 1741 |
| 27      | Carlos Beltrán (41)     | 1734 |
| 28      | Lou Brock *             | 1730 |
| 29      | Jim Edmonds             | 1729 |
| 30      | Mickey Mantle *         | 1710 |
| 31      | Harmon Killebrew *      | 1699 |
| 32      | Chili Davis             | 1698 |
| 33      | Dwight Evans            | 1697 |
| 34      | Rickey Henderson *      | 1694 |
| 35      | Dave Winfield *         | 1686 |
| 36      | Mark Reynolds (42)      | 1673 |
| 37      | Derrek Lee              | 1622 |
| 38      | Reggie Sanders          | 1614 |
| 39      | Gary Gaetti             | 1602 |
| 40      | Mark McGwire            | 1596 |
| 41      | Curtis Granderson (130) | 1589 |
| 42      | Adrián Beltré (66)      | 1584 |
| 43      | Carlos Peña             | 1577 |
| 44      | Jason Giambi            | 1572 |
| 45      | Lee May                 | 1570 |
| 46      | Pat Burrell             | 1564 |
| 47      | Melvin Upton Jr. (155)  | 1561 |
| 48      | Jeff Bagwell            | 1558 |
| 49      | Dick Allen              | 1556 |
| 50      | Ray Lankford            | 1550 |

| Posição | Jogador (2016 Ks)    | K    |
| ------- | -------------------- | ---- |
|         | Willie McCovey *     | 1550 |
| 52      | Barry Bonds          | 1539 |
| 53      | Dave Parker          | 1537 |
| 54      | Frank Robinson *     | 1531 |
| 55      | Lance Parrish        | 1527 |
| 56      | Willie Mays *        | 1526 |
|         | Devon White          | 1526 |
| 58      | Jeff Kent            | 1522 |
| 59      | Miguel Cabrera (116) | 1516 |
| 60      | Eddie Murray *       | 1516 |
| 61      | Rick Monday          | 1513 |
|         | Greg Vaughn          | 1513 |
| 63      | Andre Dawson *       | 1509 |
| 64      | Tony Phillips        | 1499 |
| 65      | Greg Luzinski        | 1495 |
| 66      | Eddie Mathews *      | 1487 |
| 67      | Iván Rodríguez       | 1474 |
| 68      | Frank Howard         | 1460 |
| 69      | Jorge Posada         | 1453 |
| 70      | Jay Bell             | 1443 |
| 71      | Juan Samuel          | 1442 |
| 72      | Harold Baines        | 1441 |
|         | Jack Clark           | 1441 |
|         | Mark Teixeira        | 1441 |
| 75      | Jhonny Peralta (56)  | 1437 |
| 76      | Mo Vaughn            | 1429 |
| 77      | Jimmy Wynn           | 1427 |
| 78      | Jim Rice *           | 1423 |
| 79      | George Foster        | 1419 |
| 80      | George Scott         | 1418 |
| 81      | Royce Clayton        | 1415 |
| 82      | Ron Gant             | 1411 |
| 83      | Darrell Evans        | 1410 |
|         | Scott Rolen          | 1410 |
| 85      | Rob Deer             | 1409 |
|         | Chipper Jones        | 1409 |
| 87      | Adam LaRoche         | 1407 |
| 88      | Jay Buhner           | 1406 |
| 89      | Eric Davis           | 1398 |
| 90      | Frank Thomas *       | 1397 |
| 91      | Carl Yastrzemski *   | 1393 |
| 92      | José Hernández       | 1391 |
|         | Paul Konerko         | 1391 |
| 94      | Joe Carter           | 1387 |
| 95      | Carlton Fisk *       | 1386 |
| 96      | Hank Aaron *         | 1383 |
| 97      | Jayson Werth (138)   | 1381 |
| 98      | Troy Glaus           | 1377 |
| 99      | Jeromy Burnitz       | 1376 |
| 100     | Raúl Ibañez          | 1374 |